# Phare de la Pointe Bonaventure
Le phare de la Pointe Bonaventure est une ancienne station d'aide à la navigation de la Baie des Chaleurs située à Bonaventure en Gaspésie–Îles-de-la-Madeleine au Québec (Canada).

## Histoire

### Premier site
En 1902, une tour en bois, de 10 mètres de hauteur, est construite à la pointe Echouerie (ou Pointe Souris). Ce phare est allumé la même année.

### Second site
Estimé mal situé par les navigateurs, la tour est déplacée, au printemps 1907, d'environ 2 kilomètres pour être établie à la Pointe Bonaventure.
Le phare est éteint en 1998.

## Patrimoine
Le phare est « reconnu » Édifice fédéral du patrimoine le 16 septembre 1996. Il est reconnue en raison de son importance historique, il atteste de la longue tradition maritime en Gaspésie.
En 2005, la tour est de nouveau déplacée pour être installée à 4,3 km de son site précédent à l'embouchure de la rivière Bonaventure qui présente un site facilement accessible au public.